# Conrado I de Mazovia
Conrado I de Mazovia (1187 o 1188-31 de agosto de 1247), de la dinastía Piast, fue duque de la provincia de Mazovia y gran duque de toda Polonia (1229-1232).

## Vida
Conrado fue el hijo menor del Gran Duque Casimiro II el Justo y de Helena de Znojmo, hija del duque přemyslida Conrado II de Znojmo. Su abuela materna fue María de Serbia, aparentemente hija del Župan serbio Uroš I de Rascia.
Después de la muerte de su padre en 1194, Conrado fue criado por su madre, que actuaba como regente de Mazovia. En 1199 recibió Mazovia y en 1205 los territorios adyacentes de Kujawy. En 1205, él y su hermano, el duque Leszek I el Blanco de Sandomierz, tuvieron su mayor victoria militar en la batalla de Zawichost contra el príncipe Román el Grande de Galitzia-Volynia. El ejército rutenio fue aplastado y Román fue muerto en batalla. La princesa Rúrikovich Agafia de Rus se convirtió en su esposa. Fueron padres de Casimiro I de Cuyavia

## Campaña contra Prusia
Con el fin de ampliar dus dominios, Conrado trató infructuosamente de conquistar las adyacentes tierras paganas de Chelmno, en Prusia, durante una cruzada en 1209, con el consentimiento del papa Inocencio III. Varias campañas más en 1219 y 1222 fracasaron, con lo que Conrado mantuvo una disputa fronteriza con las tribus prusianas a largo plazo. Los intentos del duque fueron respondidos con constantes incursiones a Mazovia, amenazando incluso la residencia de Conrado en su castillo de Płock.

## La Orden Teutónica
En 1226, Conrado, en dificultades por las constantes incursiones en su territorio, invitó a la Orden de los Caballeros Teutones a luchar contra los prusianos, como ya lo habían hecho en el reino de Hungría contra los cumanos. Como la Orden había sido expulsada de Hungría cuando comunicó a Andrés II que era responsable en primer lugar ante el Papa, su Gran Maestre, Hermann von Salza quería tener documentados sus derechos antes de actuar, con un tratado con Conrado que fuera confirmado por el Emperador y la Curia romana.
Así fue reconocido por la Bula de Oro de Rímini emitida por el emperador Federico II en marzo de 1226.
En vista de una invasión prusiana inminente, Conrado firmó el Tratado de Kruszwica en 1230, acordando entregar Chelmno a los Caballeros Teutónicos, con lo que estableció el núcleo del Estado teutónico. Sin embargo, como no se ha encontrado tal documento, se cree que tal vez nunca existió, y podría tratarse de una invención. Los Caballeros, bajo el mando de Hermann Balk cruzaron el Vístula y conquistaron las tierras de Chelmno, erigiendo el castillo de Toruń en 1231. En 1234, el papa Gregorio IX emitió la Bula de Oro de Rieti confirmando los acuerdos previos con los Caballeros Teutónicos.

## Gran Duque
Conrado se vio envuelto en conflicto con su primo Vladislao III por el ducado de la Gran Polonia, y asumió el título de Gran Duque en 1229. Sin embargo, en 1232 fue sustituido por Enrique I, que le relegó al gobierno de Masovia. Cuando el hijo y sucesor de Enrique I, Enrique II resultó muerto en la batalla de Liegnitz en 1241, Conrado asumió de nuevo el título, pero solo durante dos años, para cederlo luego a su sobrino Boleslao V.

## Matrimonio y descendencia
Entre 1207 y 1210 Conrado se casó con Agafia, hija de Sviatoslav III Igórevich. Tuvieron los siguientes hijos:
1. Boleslao I de Masovia (c. 1210–1248), duque de  Masovia (1247–1248)
2. Casimiro I de Cuyavia (1211–1267) príncipe de Cuyavia (1247–1267)
3. Siemowit I de Masovia (c.1213-1262) duque de Masovia (1248–1262)
4. Eudoxia (1215–1240), casada con el conde Dietrich I de Brehna
5. Ludmila (nacida antes de 1225)
6. Ziemomysł (entre 1216 y 1228–1241)
7. Salomea (entre 1220 y 1225–1268), monja
8. Judith (entre 1222 y 1227–entre 1257 y 1263), casada con el duque Mieszko II el Gordo de Opole, y con el duque Enrique III el Blanco de Wrocław.
9. Dubrawka (c. 1230–1265)
10. Mieszko (c. 1235), muerto en la infancia.